# Zygodon stenocarpus
Zygodon stenocarpus là một loài rêu trong họ Orthotrichaceae. Loài này được Taylor mô tả khoa học đầu tiên năm 1847.